# Maximilian Götz
Maximilian Götz (Ochsenfurt, 1986. február 4. –) német autóversenyző.

## Karrier

### A kezdetek
1996-tól 2001-ig gokartversenyeken indult. 2002-ben Götz a Mücke Motorsport színeiben a német Formula BMW-ben versenyzett. Götz három futamgyőzelmet aratott, 183 pontot szerzett összesen, és Nico Rosberg mögött a második helyen végzett az összesítésben. 
2003-ban Götz második szezonját futotta a német Formula BMW-ben, maradt a Mücke Motorsportnál. Götz hat futamot nyert, és 259 pontjának köszönhetően Sebastian Vettel előtt megnyerte a bajnokságot.
2004-ben Götz a TME-vel a Formula–3 Euroseriesben versenyzett. Az utolsó versenyre a Team Kolles csapatához igazolt, a váltás jó döntésnek bizonyult, hiszen megszerezte idénybeli első pontjait. A szezont a 19. helyen zárta.
2005-ben is a Formula 3 Euro Series-ben versenyzett a HBR Motorsport színeiben. A negyedik versenyhétvége után nem tarthatta meg ülését a csapatnál. Az utolsó versenyre visszatért a mezőnybe az ASM Motorsport színeiben, hogy Adrian Sutilt helyettesítse. A szezont a 14. helyen zárta.
Egy év szünet után Götz az International Formula Master 2007-es szezonjában az ISR Racinghez igazolt. A harmadik versenyhétvége után nem tarthatta meg ülését a csapatnál. A három versenyhétvége alatt minden időmérőn pole pozíciót szerzett, a futamokon pedig két második helyet, ennek köszönhetően a szezon végén a tizedik helyen végzett az összetettben.Götz ezután négy versenyen indult az RC Motorsport vendégversenyzőjeként a Formula 3 Euro Series-ben. 
2008-ban Götz ismét aktív versenyzőként szerepelt a Formula 3 Euro Series-ben. Azonban már a negyedik versenyhétvége után elhagyta az RC Motorsportot és a sorozatot. Az összetettben a 22. helyen végzett.

### GT-versenyzés
2009-ben Götz a GT-versenyzésre váltott. Kezdetben három futamon vett részt a Lamborghini Blancpain Super Trofeo szériában, és a Pro besorolás hetedik helyén végzett. 2010-ben Götz az ADAC GT Mastersre váltott, és egy versenyen indult az s-Berg Racing színeiben. 2011-ben Götz a teljes ADAC GT Masters-szezonban indult különböző csapatok színeiben. A szezont a 20. helyen zárta, legjobb eredménye egy harmadik hely volt. 2012-ben Götz Sebastian Asch-sal együtt a kfzteile24 MS Racing Team színeiben egy Mercedes-Benz SLS AMG GT3-mal versenyzett az ADAC GT Mastersben. Bár Götz és Asch csak egy futamot nyert, 16 versenyen összesen nyolc dobogós helyezésüknek köszönhetően megnyerték a bajnokságot.
2013-ban Götz a HTP Motorsporthoz igazolt, amely abban az évben Polarweiss Racing néven versenyzett. Götz Maximilian Buhkkal alkotott versenyzőpárost. Mindketten nyertek egy futamot, és a harmadik helyen végeztek a versenyzői tabellán. Götz 2013-ban két Blancpain Endurance Series versenyen is részt vett a HTP Motorsport színeiben. Buhkkal és Bernd Schneiderrel együtt mindkét futamot megnyerte. Schneiderrel együtt Götz a második helyen végzett a GT3 Pro Cupban, amelyet az egy futammal többet induló Buhk nyert meg. 2014-ben Götz ismét több sorozatban is aktív volt a HTP Motorsport színeiben. A 2014-es ADAC GT Masters szezonban váltakozó csapattársakkal versenyzett, és a pilóták között az ötödik helyen végzett. A 2014-es Blancpain Sprint sorozatban Götz három futamot nyert Buhkkal együtt, és négyszer lett második. Az egyik futamban a Buhkot Nico Verdonck helyettesítette. Götz és Verdonk egy harmadik helyet ért el. Ez azt jelentette, hogy Götz 142 ponttal nyerte a versenyzői bajnokságot, 126 ponttal Buhk előtt. Götz a 2014-es Blancpain Endurance Series egy futamát is teljesítette.

### DTM
2015-ben Götz visszatért a Mücke Motorsporthoz, és a DTM-ben versenyzett egy Mercedesben. A 84-et választotta rajtszámának. Legjobb eredménye egy ötödik hely volt, így a 22. helyen zárta a szezont. A 2016-os DTM-szezonra Götz a Mercedes-csapatokon belül a HWA-hoz igazolt. Legjobb eredménye egy 4. hely volt, és a pilóták között a 20. helyen végzett.
2021-ben visszatért a DTM-be, mely ettől az évtől áttért a GT3-as alapú "GT Plus" formátumra költséghatékonyság miatt. A Haupt Racing Team színeiben versenyzett egy Mercedes AMG GT3 Evoval. A bajnoki címre matematikailag a legutolsó norisringi versenyhétvégéig esélyes maradt Liam Lawsonnal és Kelvin van der Lindével egyetemben. Götz a szombati első futamot megnyerte, azonban vasárnap csak a 8. helyre kvalifikálta magát. Liam Lawson a vasárnap délelőtti időmérő megnyerésével további három pontot gyűjtött, még tovább növelve esélyeit. 19 ponttal vezetett Kelvin van der Linde előtt, aki második rajtkockát szerzett, valamint 22 ponttal előzte Götzöt. A rajt után azonban dráma történt: Kelvin van der Linde belső íven (a fehér vonalat is átlépve) próbálta megelőzni Lawsont, és annyira erőszakos volt, hogy teljesen kiszorította a pályáról mindkét AF Corse Ferrarit – Lawson és Nick Cassidy a fallal szemben állt meg, tolatniuk kellett, hogy a mezőny végén visszaálljanak a versenybe. Ráadásul Lawson kormányműve megsérült a kontakt során. Lawson többször is bokszba jött, majd visszaengedték a pályára, ezzel többkörös hátrányba került. A kormányzással küzdő Lawson pontszerző esélyei közel nullára csökkentek, kívülállóként csak abban bízhatott, hogy egyik ellenfele sem nyeri meg a versenyt: mindkettőnek győznie kellett a bajnoki cím megnyeréséhez. Az első kanyaros incidens után Van der Linde a második helyre csúszott vissza, a vezetést Lucas Auer vette át. Van der Linde hamarosan még nehezebb helyzetbe került: egy másik Mercedes, Philip Ellis is megelőzte, a baleset okozásáért pedig öt másodperces büntetést kapott. Van der Linde tempója nem volt elég jó, hogy előremozduljon a harmadik helyről, de maga mögött, negyedik pozícióban tartotta Götzöt.
Götz korai, Van der Linde pedig hosszan elnyújtott kiállással próbált nagyot húzni. Van der Linde csak az 52. körben állt ki – és töltötte le büntetését –, így Götz elé tért vissza. A két rivális összecsapott a pályán: Van der Linde ezúttal is túl vehemens volt, keményen védekezett, a két autó összeütközött, de Götznek sikerült megfognia a megcsúszó Mercedest. Végül Van der Linde járt pórul, a kontakt következményeként defektet kapott, és kicsúszott Götz elől.
Az élen tehát a következő sorrend alakult ki, 8 perccel a vége előtt: Auer, Ellis és Götz haladt a dobogós pozíciókban – azaz a Mercedes három autója, Götznek pedig nyernie kellett, hogy ő legyen a bajnok, ne a mezőny végén sokkörös hátrányban továbbra is haladó Lawson. Az utolsó percekben megtörtént a csapatutasítás: Ellis, majd a tíz másodperces előnyt pillanatok alatt eladó Auer is elengedte Götzt. Ennek köszönhetően Götz megnyerte a versenyt és a bajnokságot. Érdekesség, hogy az évad során egyszer sem vezette az összetettet. Három futamot nyert, ebből kettőt a szezonzáró hétvégén, valamint öt további dobogót szerzett, pole-pozíciója azonban nem volt a szezon során.